# Toto Tamuz
Toto Adaruns Tamuz Temile (né le 1er avril 1988), dit Toto Tamuz (טוֹטוֹ תַּמּוּז) est un footballeur israélien d'origine nigériane. C'est un nouveau venu au Teddy Stadium, après avoir quitté le club de Hapoël Petah-Tikvah où il a explosé la première saison. Il a marqué son premier but avec l'équipe d'Israël lors de ses débuts contre Andorre durant les qualifications pour l'Euro 2008 le 6 septembre 2006.

## Enfance et premiers pas
Né au Nigeria, ses parents viennent en Israël en 1990, où son père, le footballeur professionnel nigérian Clement Temile, joué pour le Beitar Netanya. Quand l'équipe tombe dans une crise financière sans précédent, et se retrouve forcée d'arrêter de payer les salaires, ses parents se retrouvent à faire divers petits jobs. Ses parents quittent Israël en 1991 afin de  trouver un travail mieux payé au Nigeria et Toto se retrouve temporairement sous la garde d'un coéquipier de son père. Quand il est devenu évident que ses parents ne revenaient pas pour lui, Toto a été adopté (officieusement) par Irit Tamuz qui s'est occupé de lui et l'a élevé, d'où son nom de famille hébreu.

## Statut juridique en Israël
Malgré la plupart de ses années passées en Israël, Toto ne dispose toujours pas pleinement de la citoyenneté israélienne. Son statut juridique dans le pays était indéterminable jusqu'à ce que le ministre de l'Intérieur Ruhama Avraham, accorde à Tamuz l'octroi du visa A1 israélien pour une limite de trois ans. Après une pétition auprès de la FIFA, et étant donné qu'il n'a aucune autre citoyenneté, Toto a reçu l'autorisation spéciale de jouer pour les équipes nationales israéliennes quoiqu'il n'ait toujours pas possédé un passeport israélien, mais seulement un laissez-passer israélien. Après que son visa provisoire eut expiré, Tamuz ne pouvait plus jouer pour l'équipe nationale israélienne, jusqu'à ce qu'il reçoive la pleine citoyenneté israélienne, un processus qui pourrait prendre 3 ans. Cependant son acceptabilité a été confirmée quand son cas a été jugé à la cour suprême. Par la suite, Tamuz a commencé le procédé formel de naturalisation et a été appelé dans la formation d'Israël pour jouer contre l'Angleterre et l'Estonie en mars 2007. Trois mois plus tard, on a accordé Tamuz la pleine citoyenneté avec Roberto Colautti (argentin de naissance) après que leurs demandes respectives furent approuvées par Ronni Bar-On, le ministre des affaires intérieures.

## Carrière de joueur
Toto a commencé à jouer au football dans le club de Hapoël Petah-Tikvah, où il fait ses débuts professionnels durant la saison 2005/2006 contre le MS Ashdod. Ses débuts furent électrifiants et il a fait les titres des grands journaux nationaux grâce à ses deux buts marqués durant le match.

### Betar Jérusalem
Toto a conclu une affaire avec Ronen Katzav en faisant de lui son agent. Après la déclaration à de nombreuses reprises,  qu'il n'était pas intéressé par un contrat onéreux, il décide de signer au Betar Jérusalem.
Après avoir officiellement signé avec le Betar, Toto a dû solliciter des visas aux Pays-Bas et en Roumanie afin de rejoindre le club pour son camp d'entraînement puisqu'il possède un laissez-passer israélien et pas un passeport israélien qui n'exigeraient pas des visas.

### Buts internationaux
| #  | Date              | Lieu                         | Adversaire | Score | Resultat | Competition                     |
| -- | ----------------- | ---------------------------- | ---------- | ----- | -------- | ------------------------------- |
| 1. | 6 septembre, 2006 | Stadion de Goffert, Pays-Bas | Andorre    | 4-0   | 4-1      | Qualifications pour l'Euro 2008 |
| 2. | 6 juin, 2007      | Estadi Comunal, Andorre      | Andorre    | 1-0   | 2-0      | Qualifications pour l'Euro 2008 |

## Palmarès
- Championnat d'Israël de football:
  - 2006/2007, 2007/2008
- Coupe d'Israël de football:
  - 2008, 2009